# Yên Hóa
Yên Hóa là một xã thuộc huyện Minh Hóa, tỉnh Quảng Bình, Việt Nam.

## Địa lý
Xã Yên Hóa nằm ở phía đông bắc huyện Minh Hóa, có vị trí địa lý:
- Phía đông giáp huyện Tuyên Hóa
- Phía tây giáp xã Xuân Hóa
- Phía nam giáp thị trấn Quy Đạt và xã Minh Hóa
- Phía bắc giáp xã Hồng Hóa.

Xã Yên Hóa có diện tích 31,86 km², dân số năm 2019 là 4.233 người, mật độ dân số đạt 133 người/km².
Tuyến đường nối đường Hồ Chí Minh và Quốc lộ 1 chạy qua xã Yên Hóa.

## Hành chính
Xã Yên Hóa được chia thành 8 thôn: Kiều Tiến, Tân Lợi, Tân Sơn, Tân Tiến, Yên Bình, Yên Định, Yên Nhất, Yên Thắng.

## Du lịch
Tại xã có Thác Bụt 17°50′50″B 105°58′04″Đ / 17,847195°B 105,967811°Đ trên dòng khe Roòn ở làng Kiều Tiến. Thác cách Quốc lộ 12A đầu Dốc Cáng cỡ 1 km, và cách thị trấn huyện lỵ Quy Đạt 17°48′07″B 105°58′19″Đ / 17,802008°B 105,971905°Đ cỡ 6 km. Thác là địa điểm du lịch tâm linh nổi tiếng, đang được đầu tư phát triển.